# Rudolf Kaltenbach
Rudolf Kaltenbach (Friburgo in Brisgovia, 12 maggio 1842 – Halle, 21 novembre 1893) è stato un ginecologo tedesco.

## Biografia
Nel 1865 conseguì il dottorato in medicina presso l'Università di Vienna e successivamente si formò sotto la guida di Johann von Dumreicher (1815-1880) all'ospedale chirurgico di Vienna. Dal 1867 al 1873 fu assistente di Alfred Hegar (1830-1914) a Friburgo e in seguito professore di ginecologia e ostetricia all'Università di Giessen. Nel 1887 divenne professore di ginecologia a Halle, dove succedette a Robert Michaelis von Olshausen (1835-1915). Kaltenbach prestò servizio militare durante le guerre austro-prussiane (sul lato austriaco) e franco-prussiane.

## Opere principali
- Operative Gynäkologie (con Alfred Hegar) 1874.
- Lehrbuch der Geburtshilfe, Stuttgart 1893.